# バウンティー・ハンター (映画)
『バウンティー・ハンター』（原題: The Bounty Hunter）は、2010年のアメリカのロマンチックアクションコメディ映画。アンディ・テナント監督、ジェニファー・アニストンとジェラルド・バトラー主演。

## ストーリー
マイロ・ボイドは元ニューヨーク市警の刑事で、現在は賞金稼ぎを生業としている。彼の元妻ニコール・ハーリーは調査記者で、最近警察官への暴行容疑で逮捕された。
ニコールは、他殺の可能性がある自殺に関する情報を入手したので、情報提供者に会うために保釈に関する審問を欠席したことから、判事は保釈を取り消し、彼女の逮捕状を発行する。ニコールが情報提供者と会う場所に到着する直前、情報提供者のジミーが誘拐される。
ニコールの保釈保証人のシドから、5000ドルの報奨金でニコールを刑務所に連れて行く仕事を持ちかけられ、マイロは大喜びする。ニコールの母親キティは、ニュージャージー州の競馬場でマイロがニコールを見つけるのをうっかり手助けしてしまう。彼は彼女を車のトランクに放り込み、マンハッタンに向かうが、ニコールは途中で逃げ出す。
マイロは賭博の借金を理由にブックメーカーのアイリーンが差し向けた2人の悪党に、ニコールは彼女が調べている事件に関係している汚職警官アール・マーラーに、そして両人は、ニコールに惚れている同僚で彼女をマイロから救出しようとするスチュワートにつけ回される。アイリーンの悪党たちはスチュワートをマイロと間違えて誘拐してしまう。
アールはカーチェイスの最中にニコールを撃とうとするが、マイロとニコールを捕まえることは出来なかった上に衝突事故を起こしてしまう。アールは通りかかった車を奪って逃走する。マイロは最初はニコールの説明に興味を示さなかったが、共通の友人でマイロの警察時代のパートナーであったボビーがアールとつながっていることを示す証拠を見つけたとニコールが言うと、俄然興味を示す。マイロは彼女と一緒に調査することにする。
アールの車から得た手がかりで彼らはカントリークラブに行き、そこでキャディーからアールがクィーンズ（注：ニューヨーク市の中の区）でタトゥーパーラーを経営していることを知り、そこへ向かう。ボビーからの電話で、道路から降りて身を低くするよう警告される。
最寄りのホテルは、彼らが新婚旅行で泊まったB&Bであった。一緒に時間を過ごすうちに、2人はまだお互いへの気持ちがあることに気づき、自分たちは間違っていたことを知る。その後、浴室から出てきたニコールは、マイロが電話でシドに、今晩ニコールと寝るかも知れないが、まだ彼女を刑務所に連れて行くつもりだと言うのを耳にする。彼が眠っている時、彼女は彼をベッドに手錠で縛り付け、彼の車に乗ってタトゥーパーラーに向かう。マイロは車を盗んで彼女を追いかける。パーラーでニコールはジミーを見つけ解放するが、その後、アイリーンの悪党に2人とも捕らえられてしまう。
悪党らはニコールを連れてストリップクラブに行くが、マイロが騒ぎを起こして彼女を救出する。その後、ボビーが新しい建物に移転する予定の警察の証拠倉庫に向かっていると聞く。ボビーは、ボビーの名前を使って倉庫に侵入し、大量の麻薬と現金を盗んだ、嘗ての友人であるアールと対峙する。ボビーは彼を逮捕しようとするが、アールは彼を撃つ。マイロとニコールが倉庫に入ると、マイロはアールに銃撃されるが、ニコールが証拠の中から見つけたショットガンを持って背後から襲いかかると、マイロはアールを倒す。
ボビーは、アールが倉庫へ侵入するために、自分と、自殺したとされる男を利用したと説明する。証拠が無かったため、ボビーはアールが動き出すのを待ってから逮捕した。マイロは、ニコールが手がかりを掴まなかったらアールを逃していたかも知れないと強調する。彼とニコールは和解し、時には自分たちの仕事を最優先にしなければならないと言う。ニコールは、報酬を受け取るためにマイロがまだ彼女を警察に突き出す積りであると知り、驚く。
マイロは倉庫を出る途中、先ほど自分を侮辱した警官に遭遇し、顔を殴る。彼は逮捕され、ニコールの隣の独房に入れられる。彼は彼女に、今日は2人の結婚記念日なので一緒に過ごさなければならないと言う。2人は相手に愛していると言い、鉄格子越しに抱き合いキスをする。

## キャスト
※括弧内は日本語吹替
- ニコール・ハーレイ - ジェニファー・アニストン（安達忍）
- マイロ・ボイド - ジェラルド・バトラー（山野井仁）
- キティ・ハーレイ - クリスティーン・バランスキー（火野カチコ）
- スチュワート - ジェイソン・サダイキス（横島亘）
- ボビー・ジェンキンズ - ドリアン・ミシック（北沢洋）
- アール・マーラー - ピーター・グリーン（辻親八）
- シド - ジェフ・ガーリン（松井範雄）
- アイリーン - キャシー・モリアーティ
- レイ - リッチー・コスター
- ドワイト - ジョエル・マーシュ・ガーランド
- テレサ - シオバン・ファロン・ホーガン（定岡小百合）
- ドーン - キャロル・ケイン
- エドモンド - アダム・ルフェーヴル（辻親八）
- ジミー - アダム・ローズ

## 評価
評論家には酷評され、Rotten Tomatoesでは8%の支持率、Metacriticのスコアは22点だった。